# Jonsdorf
Jonsdorf és un municipi alemany que pertany a l'estat de Saxònia. Es troba enmig de les muntanyes de Zittau, a la frontera amb la República Txeca

## Evolució demogràfica
| Any  | Població |
| 1834 | 1.688    |
| 1871 | 1.539    |
| 1890 | 1.545    |
| 1910 | 1.426    |
| 1925 | 1.717    |
| 1939 | 1.857    |
| 1946 | 2.247    |
| 1950 | 2335     |
| 1964 | 2327     |
| 1990 | 1.857    |
| 2000 | 2.026    |
| 2007 | 1.814    |